# Abisso Vitjaz' 1

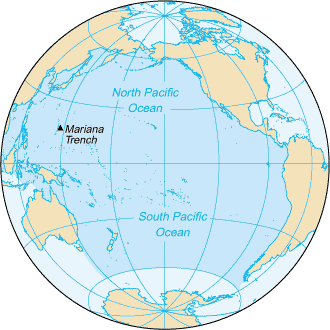
La fossa delle Marianne ▲ nell'Oceano Pacifico

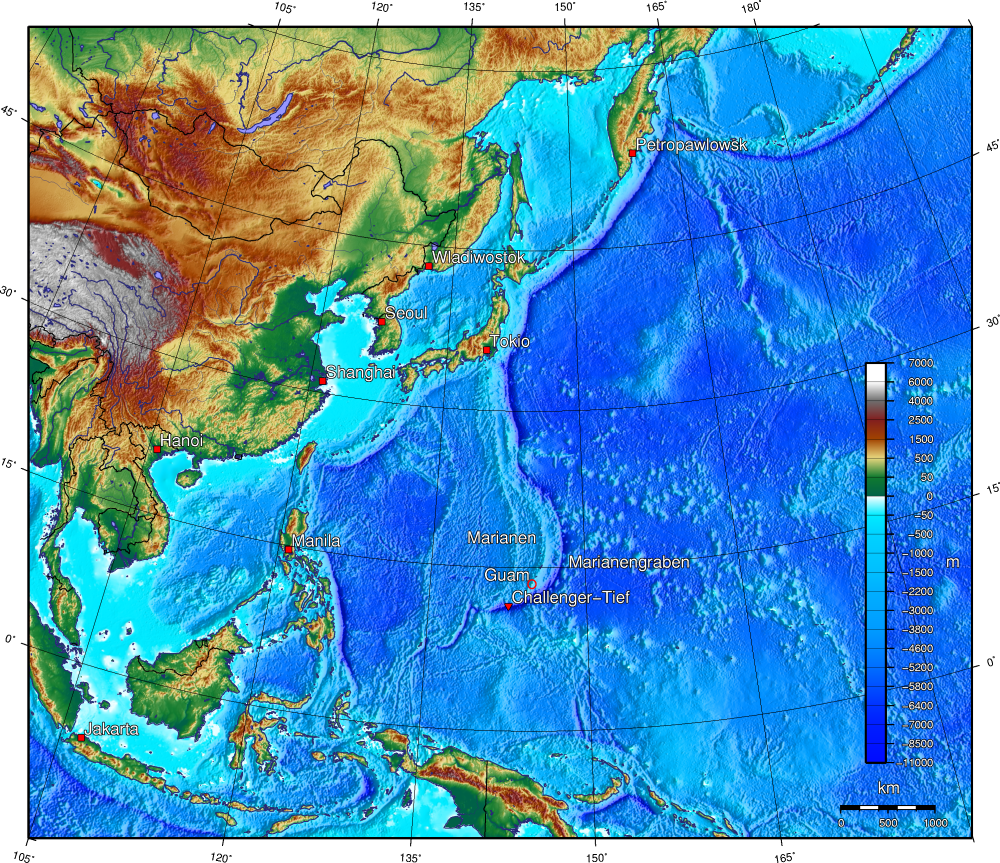
Il Pacifico occidentale

L’abisso Vitjaz' 1 è un abisso marino situato nella parte occidentale dell'Oceano Pacifico. Con i suoi 11.034 m di profondità rappresenterebbe il punto più profondo della fossa delle Marianne, dell'Oceano Pacifico e di tutti gli oceani del nostro pianeta. La misura (a volte riportata come 11.022 m) non è stata però mai confermata da misurazioni successive.

## Etimologia
L'abisso Vitjaz' 1 deriva il nome dalla nave da ricerca russa "Vitjaz' " (in lingua russa "Витязь", "cavaliere") che eseguì la misurazione nel 1957 nel corso di una serie di campagne di esplorazione marina programmate per l'Anno geofisico internazionale.

## Localizzazione geografica
L'abisso Vitjaz' 1 si trova circa 1850 km a est delle Filippine, nella parte sudoccidentale della fossa delle Marianne, la più profonda tra le fosse dell'Oceano Pacifico. È a 450 km a sudovest dell'isola di Guam, una delle isole delle Marianne, che fanno parte della Micronesia.
In quest'area la placca pacifica entra in subduzione al di sotto della placca delle Filippine.

## L'abisso più profondo
Per lungo tempo l'abisso Galathea nella fossa delle Filippine è stato ritenuto, con i suoi 10.540 m di profondità, il punto più profondo degli Oceani. Dopo le esplorazioni condotte dalla nave oceanografica russa "Vitjaz' " in occasione dell'Anno geofisico internazionale del 1957, durante il quale furono scoperti altri abissi tutti in seguito chiamati "Vitjaz' ", sarebbe l'abisso denominato "Vitjaz' 1" nella fossa delle Marianne quello a cui spetta il titolo di punto più profondo del mare.
Sono tuttavia sorti dubbi sull'affidabilità del valore misurato. Altre misurazioni infatti hanno trovato valori compresi tra 10.900 m e 11.000 m. Inoltre nuove misurazioni effettuate nell'abisso Challenger hanno rilevato una profondità di 10.994 ±40 m (in seguito ritoccata a 10.984 ±25 m) che potrebbe fare quindi di questo abisso il più profondo del pianeta.